# Koukoulou
Koukoulou är en ort i Burkina Faso.   Den ligger i provinsen Bazega Province och regionen Centre-Sud, i den centrala delen av landet, 50 km sydväst om huvudstaden Ouagadougou. Koukoulou ligger 326 meter över havet och antalet invånare är 1 803.
Terrängen runt Koukoulou är platt. Närmaste större samhälle är Kokologho, 10,7 km norr om Koukoulou.
Omgivningarna runt Koukoulou är en mosaik av jordbruksmark och naturlig växtlighet. Runt Koukoulou är det ganska tätbefolkat, med 54 invånare per kvadratkilometer.